# Mummucina exlineae
Espèce
Mummucina exlineae est une espèce de solifuges de la famille des Mummuciidae.

## Distribution
Cette espèce est endémique du Pérou. Elle se rencontre vers Ayabaca.

## Description
La femelle holotype mesure 13,6 mm

## Étymologie
Cette espèce est nommée en l'honneur d'Harriet Exline Lloyd.

## Publication originale
- Mello-Leitão, 1943 : Arácnidos recogidos en el Ecuador y el Perú por la Señora H. E. Frizell Don. Comunicaciones Zoologicas del Museo de Historia Naturel de Montevideo, vol. 1, no 5, p. 1–8.